# Tavdinsky (huyện)
Huyện Tavdinsky (tiếng Nga: ? райо́н) là một huyện hành chính tự quản (raion), của Tỉnh Sverdlovsk, Nga. Huyện có diện tích 6512 kilômét vuông, dân số thời điểm ngày 1 tháng 1 năm 2000 là 10100 người. Trung tâm của huyện đóng ở Tavda.